# Бабянский, Александр Фомич
Александр Фомич Бабянский (варианты фамилии Бабяньский и Бобянский; 4 (16) июня 1853, Ковенская губерния — 10 декабря 1931, Варшава) — генерал-лейтенант, присяжный поверенный, лесовладелец, депутат III Государственной думы от Пермской губернии (1907—1912).

## Биография

### Ранние годы. Служба и отставка
Александр Бабянский родился в имении Вайгово (Лаврышки) Россиенского уезда Ковенской губернии в польской дворянской семье из той же губернии. Александр окончил Полоцкую военную гимназии (1870) и Второе Константиновское училище (1872).
В 1904 году Бабянский окончил по первому разряду Военно-юридическую академию. До этого был участником Русско-турецкой войны 1877—1878 годов: был контужен.
С 1882 по 1892 год Александр Бабянский состоял помощником в прокуратуре столичного военного суда, а с 1892 года — военным судьёй в Санкт-Петербурге. Генерал-майор с 1898 года. Вышел в отставку в 1905 году с производством в чин генерал-лейтенанта. После отставки состоял присяжным поверенным столичной судебной палаты. Кроме того, Александр Бабянский был синдиком костёла Святой Екатерины в Санкт-Петербурге и куратором польской гимназии.

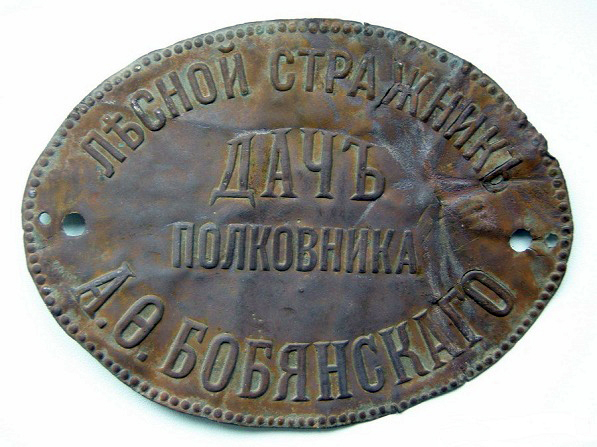
Знак «Лесной страж дач полковника Бобянского»

В 1905 Бабянский стал членом ЦК Союза автономистов-федералистов. Он также был волостным судьёй. Владел «лесной дачей» в Красноуфимском уезде Пермской губернии в 75 тысяч десятин. В 1906 году первую строчку в списке обладателей земельных богатств Красноуфимского уезда занял как раз генерал-майор Александр Фомич Бобянский: в лесных дачах Саранинских и Иргинских заводов ему принадлежало 100 004 десятины (около 110 000 га). Проживал он при этом в Санкт-Петербурге: участвовать в выборной кампании в Думу от его лица имел право поверенный Залевский.

### Депутат III Думы
Бабянский был кандидатом в Первую и Вторую Думы от Шавельского уезда Ковенской губернии. 14 октября 1907 года А. Ф. Бабянский был избран в Третью Государственную Думу Российской империи от общего состава выборщиков Пермского губернского избирательного собрания. В Думе он входил в Конституционно-демократическую фракцию и состоял членом ряда комиссий: бюджетной, о неприкосновенности личности, согласительной, а также комиссии для рассмотрения законопроекта о порядке издания касающихся Финляндии законов и постановлений общегосударственного значения.
Бабянский являлся докладчиком 5-го отдела (по проверке прав членов Думы), а также комиссий по государственной росписи доходов и расходов, согласительной и бюджетной. Он более ста раз выступал с парламентской трибуны, в том числе в качестве докладчика бюджетной комиссии — 14. В прениях чаще всего участвовал при обсуждении бюджетных вопросов и законопроектов, связанных с военными и польскими делами.

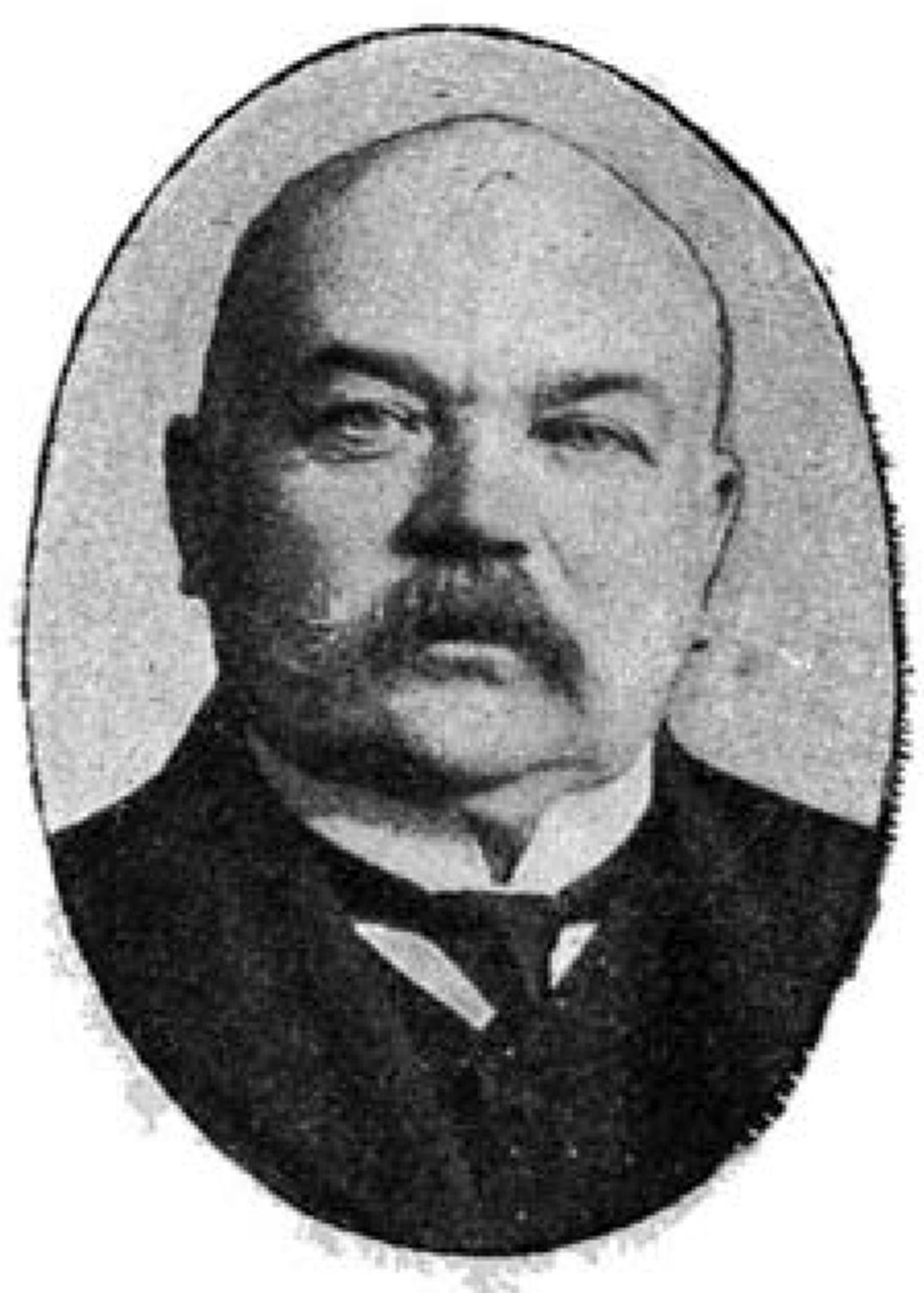
А. Ф. Бабянский (1907)

В 1907 году Александр Фомич возглавил Польскую секцию Народного университета в Петербурге. С 1910 года он стал издателем-редактором газеты «Дзенник Петербургский» («Петербургская газета») и председателем общества «Огниско Польское» («Польский очаг»). В 1914 году он был одним из основателей Польского товарищества помощи жертвам войны (пол. Polskie Towarzystwo Pomocy Ofiarom Wojny — PTPOW), а в 1916—1917 году — его председателем.
В 1909 году жители Ирбита «поднесли адрес» Бобянскому за избавление их города от «висевшего над ним призрака смертной казни», которая, по решению царского суда, грозила одиннадцати местным крестьянам.
10 октября 1910 года в Перми, недалеко от Слудской церкви, открылась долгожданная ремесленно-учебная мастерская (ПРУМ) — архитектор В. В. Попатенко. Причастными к этому событию оказались председатель Совета министров П. А. Столыпин, скончавшийся ранее министр торговли и промышленности Д. А. Философов, вице-губернатор В. И. Каменский и депутат Государственной думы А. Ф. Бобянский.
7 декабря 1910 года депутаты Львов, Федоров, Челноков и Бобянский посещали Комиссию А. Ф. Редигера с целью «помочь своими показаниями» восстановить порядок во флоте Российской империи.
В 1910‑е годы Бобянский являлся членом масонского Межпарламентского союза, а в 1912 году он баллотировался в гласные Красноуфимского уездного земского собрания, но выборы проиграл.
А. Бобянский упоминается в «Яснополянских записках» Д. П. Маковицкого и в письмах писателя В. Г. Короленко.

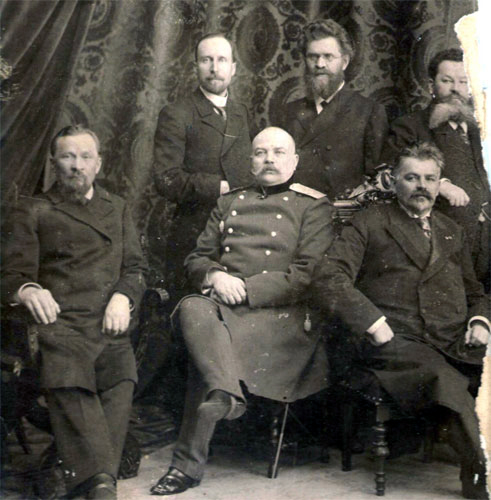
А. Ф. Бабянский (в центре) в Красноуфимском уезде

### Первая мировая. Польша
Бабянский входил в Совет съездов польских организаций в России и был основателем Кружка друзей независимости Польши (1916). В 1917 году он стал членом совета Демократического клуба в Петрограде и Ликвидационной комиссии по делам Царства Польского. Предполагал участвовать в выборах в Учредительное собрание от Могилёвской губернии.
В 1918 году Александр Бабянский выехал в Польшу, где оказался членом Польского народного объединения «Возрождение». Кроме того, он стал масоном: членом варшавских лож «Венцловского» (1919—1920) и «Правда» (1920—1931). Дружил с В. Д. Кузьминым-Караваевым.
В Польше Бабянский выступил инициатором различных компромиссов по урегулированию польско-литовского конфликта. В ноябре 1919 года он, как представитель демократического блока, был включён в состав делегации от Виленского края в Каунас, для ознакомления с положением тамошних поляков. С 1920 года Бабянский также владел адвокатским бюро в Варшаве.

В 1923 году А. Ф. Бабянский был защитником поэтессы и революционерки Веры Корчевской-Масловской (вместе с виленскими адвокатами Тадеушем Врублевским и Стефаном Мицкевичем) на политическом процессе 45-и беларусов в Белостоке. В своей речи он заявил: 
Если мы так ценим нашу собственную честь и Отчизну, то и у них тоже есть своя честь и Отчизна… Когда-то Польша умела делать всех своих граждан польскими патриотами, несмотря на их национальность, а родину — близкой и дорогой… Но тогда Польша умела делать это только для шляхты… Теперь же Польша должна уметь делать то же самое для всего народа. И вот от того, сможет ли когда-то сделать это новая Польша, безусловно зависит существование ее самой. Этот приговор, паны судьи, ваш приговор в первом политическом национальном процессе покажет впервые как и насколько удается Польше это умение. Ваш приговор безусловно будет иметь историческое значение. Можно сказать, что теми наказаниями смертью, теми пожизненными каторгами, которых требует от вас прокурор, можно добиться только углубления ненависти
Позже Александр Фомич был адвокатом и на других судебных процессах над белорусскими деятелями, в том числе на «Процессе 56-и» над лидерами БСРГ.
Александр Фомич Бабянский скончался 10 декабря 1931 года в Варшаве; был похоронен на кладбище в литовском Вайгово (лит. Wajgowie).

## Мнения современников
Владимир Ленин упоминает А. Ф. Бабянского в ряду с другими кадетами:
В общем же и целом Шингарев, Березовский, Милюков, Бобянский [Бабянский] и Родичев поддались на удочку черносотенного г[осподина] Шидловского и с превеликим усердием засоряли головы слушателей юридической казуистикой, фразерствовали о «справедливости» по римскому праву («для ради важности» Родичев даже вставил латинское слово: aequitas! Учились же «мы» чему-нибудь в университете!), унижались до гаденького лизоблюдства...

## Произведения
- «Бобянский о нуждах Урала» // Пермские Губернские Ведомости, 1910, № 206.
- А. Ф. Бобянский, Н. Н. Львов, А. А. Федоров, М. В. Челноков «Записка о мерах, необходимых для ускорения и удешевления кораблестроения» («Меморандум четырёх») от 27 января 1911 года — в записке-меморандуме изложен взгляд на место военно-морских сил в системе государственной обороны Российской империи в контексте геополитических и технических реалиях начала XX века[16].

## Семья
Брат: Станислав Фомич Бобянский.
Жена: Антонида Францевна (ум. 1905); вдовец (по состоянию на 1907 год).
Дочь: Елена.